# Tomášovský potok (přítok Blhu)
Tomášovský potok je přítok Blhu v okrese Rimavská Sobota v Banskobystrickém kraji na Slovensku.

## Průběh toku
Potok pramení ve dvou pramenných ramenech v nadmořské výšce 235 m n. m. Pramenná oblast se nachází na poli severozápadně od Bakty, městské části Rimavské Soboty. Zprvu potok teče jihovýchodním směrem, v Baktě se stáčí k východu. Na okraji lesa na úpatí Veľkého Feniveše (270 m) přijímá potok zprava několik menších bezejmenných potoků. V Tomášovcích potok teče kolem kostela reformované církve a stáčí se opět na jihovýchod. Před ústím potok zprava přijímá bezejmenný potok. Tomášovský potok ústí severně od obce Bátka zprava do Blhu v nadmořské výšce 179 m n. m.